# Louis Chiron
 Louis Chiron  va ser un pilot de curses automobilístiques monegasc que va arribar a disputar curses de Fórmula 1. Va néixer el 3 d'agost del 1899 a Montecarlo, Mònaco. Va morir el 22 de juny del 1979 a Montecarlo, Mònaco.

## A la F1
Va participar en la primera cursa de la història de la Fórmula 1 disputada el 13 de maig del 1950, el GP de la Gran Bretanya, que formava part del campionat del món de la temporada 1950 de F1, que va disputar gairebé completa.
Louis Chiron va participar en un total de dinou curses puntuables pel campionat de la F1, repartides al llarg de sis temporades a la F1, les que corresponen als anys 1950, 1951, 1953, 1955, 1956, i 1958.
Louis Chiron ha estat el pilot amb més edat que ha disputat una cursa de Fórmula 1 (58 anys).
També va disputar i guanyar nombroses curses no puntuables pel mundial de la F1.

## Resultats a la F1
| Any  | Equip         | Xassís      | Motor      | 1       | 2       | 3       | 4     | 5       | 6       | 7       | 8       | 9      | 10  | 11  | Posició | Punts |
| ---- | ------------- | ----------- | ---------- | ------- | ------- | ------- | ----- | ------- | ------- | ------- | ------- | ------ | --- | --- | ------- | ----- |
| 1950 | Maserati      | Maserati    | Straight-4 | GBR Ret | MON 3   | 500     | SUI 9 | FRA Ret | BEL     | ITA Ret |         |        |     |     | 12º     | 4     |
| 1951 | Maserati      | Maserati    | Straight-4 | SUI 7   | 500     |         |       |         |         |         |         |        |     |     | -       | 0     |
| 1951 | Ecurie Rosier | Talbot-Lago | Straight-6 |         |         | BEL Ret | FRA 6 | GBR Ret | ALE Ret | ITA Ret | ESP Ret |        |     |     | -       | 0     |
| 1953 | O.S.C.A.      | O.S.C.A.    | Straight-6 | ARG     | 500     | HOL     | BEL   | FRA 15  | GBR NVS | ALE     | SUI NVS | ITA 10 |     |     | -       | 0     |
| 1955 | Lancia        | Lancia      | Lancia V8  | ARG     | MON 6   | 500     | BEL   | HOL     | GBR     | ITA     |         |        |     |     | -       | 0     |
| 1956 | Maserati      | Maserati    | Straight-6 | ARG     | MON NVS | 500     | BEL   | FRA     | GBR     | ALE     | ITA     |        |     |     | -       | 0     |
| 1958 | Maserati      | Maserati    | Straight-6 | ARG     | MON NVQ | HOL     | 500   | BEL     | FRA     | GBR     | ALE     | POR    | ITA | MAR | -       | 0     |

### Resum
| Curses: | Victòries: | Pòdiums: | Poles: | Voltes ràpides: | Punts: |
| ------- | ---------- | -------- | ------ | --------------- | ------ |
| 19      | 0          | 1        | 0      | 0               | 4      |